# 应力屏蔽
应力屏蔽是指由于植入物（例如，髋关节假体的股骨组件）从骨骼去除典型应力而导致的骨密度降低（骨质减少）。 这是因为根据沃尔夫定律，健康的人或动物的骨骼将根据其承受的负荷而重塑。 因此，如果骨骼上的负荷减少，则骨骼将变得密度较小且较弱，这是因为没有维持骨骼质量所需的持续重塑的刺激。
多孔植入物的设计是减轻该问题的一种典型方法。